# Si no te tengo
«Si no te tengo» es una canción de la banda española de reggae y dancehall Green Valley. Fue lanzada el 22 de marzo de 2014, como la octava canción del disco Hijos de la tierra.

## Descripción
La canción actualmente tiene 21 millones de visitas en YouTube y en Spotify más de 24 millones de reproducciones, siendo la canción más famosa de la banda y la que más le gusta al público. Esta canción consiguió el disco de oro

## Letra
La canción «Si no te tengo» de Green Valley presenta como tema central la vida vista a través de la lente del amor. El cantante desea ser el apoyo ('tu bastón al caminar') y la protección ('al despertarme tu abrigo') para su pareja. Además, la canción utiliza metáforas como 'el faro que ilumina mi mar' y 'la lluvia que moja mi jardín' para ilustrar cómo la pareja ilumina y da vida al mundo del cantante.

## Versiones
- La banda argentina Ke Personajes le hicieron una versión de la canción en cumbia en 2021. Consiguió tanto éxito que en 2023, el propio Ander Valverde se subió al escenario delante a 12.000 personas a cantar la canción junto a dicha banda.[5]
- En 2021, el DJ Lo Puto Cat cogió la canción y la versionó a una canción de electrónica.
- En 2024, la banda En Tol Sarmiento cantó en un concierto con Ander Valverde a su concierto de Premios Gaztea.

## Créditos

### Producción musical
- Letra: Ander Valverde
- Bajo: Egoitz Uriarte
- Piano: Jonathan Sánchez
- Guitarra: Ander Larrea
- Batería: Juantxi Fernández

### Producción del videoclip
- Producción por CASSETTA
- Realizado por Egoi Suso